# 코스기 요시오

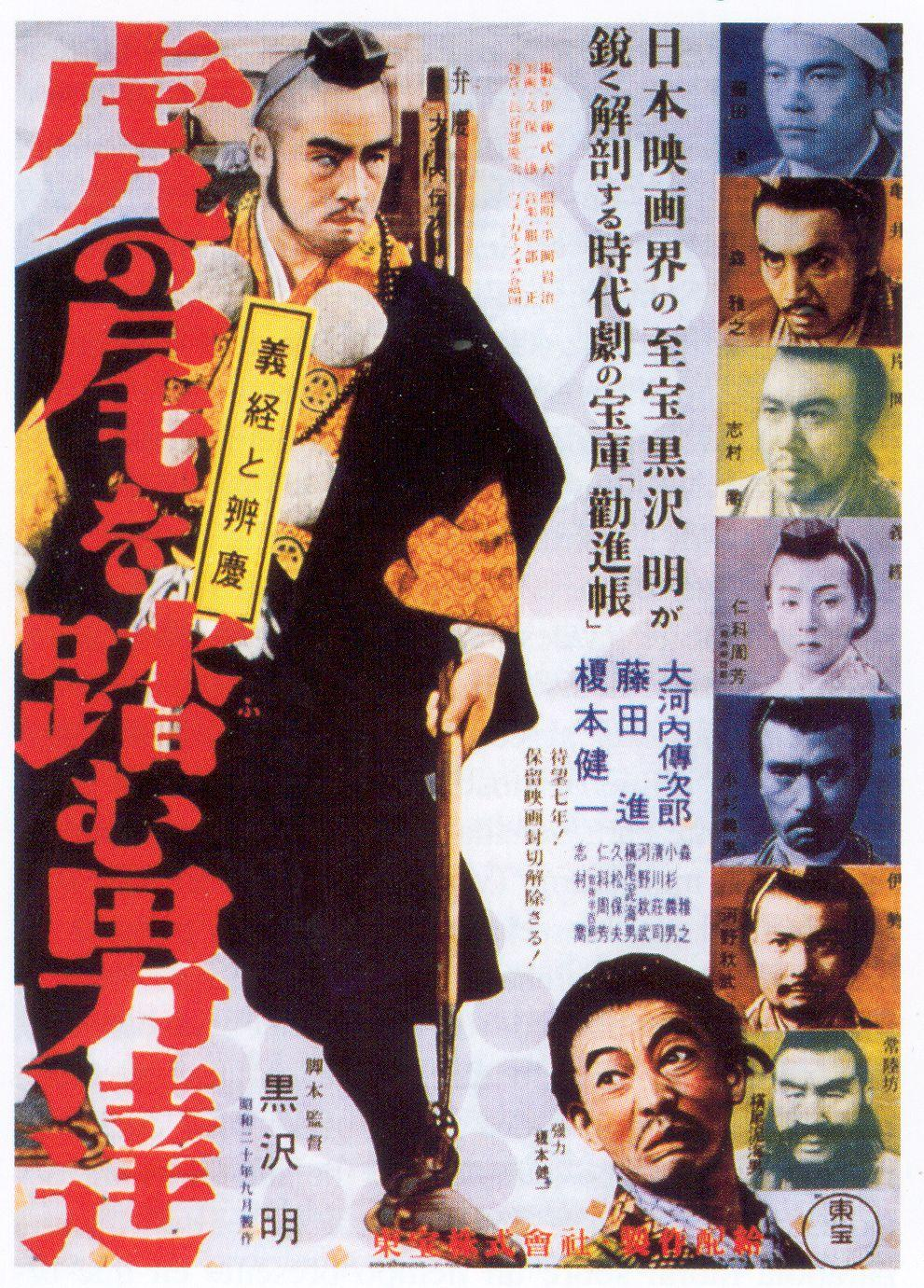

코스기 요시오(Yoshio Kosugi, 1903년 9월 15일 ~ 1968년 3월 12일)는 일본의 배우이다.
닛코시에서 태어났다.

## 영화
- 청춘은 무엇인가 (1965년)
- 프랑켄슈타인 대 바라곤 (1965년)
- 고질라 5 - 모수라 대 고질라 (1964년)
- 추신구라 - 47로닌 (1962년)
- 모스라 (1962년)
- 고질라 4 - 킹콩 대 고질라 (1962년)
- 오사카 캐슬 스토리 (1961년)
- 인간의 조건 (1959년)
- 미스터리언스 (1957년)
- 송 오브 굿바이 (1957년)
- 7인의 사무라이 (1954년)
- 남극의 피부 (1952년)
- 긴자 화장품 (1951년)
- 진세이 톤보 자카리 (1946년)
- 호랑이 꼬리를 밟은 사나이 (1945년)
- 스가타 산시로 (1943년)
- 말 (1941년)